# حشره‌خوار شرقی
 حشره‌خوار شرقی (نام علمی: Crocidura orientalis) نام یک گونه از سرده حشره‌خوارهای دندان‌سفید است.